# Мальдіви на Чемпіонаті світу з легкої атлетики 2017
Мальдіви на Чемпіонаті світу з легкої атлетики 2017, що проходив з 4 по 13 серпня 2017 року в Лондоні (Велика Британія) були представлені 1 спортсменом.

## Результати

### Чоловіки
Трекові і шосейні дисципліни
| Спортсмен    | Дисципліна | Попередній раунд | Попередній раунд | Забіги    | Забіги | Півфінал        | Півфінал        | Фінал           | Фінал           |
| Спортсмен    | Дисципліна | Результат        | Місце            | Результат | Місце  | Результат       | Місце           | Результат       | Місце           |
| ------------ | ---------- | ---------------- | ---------------- | --------- | ------ | --------------- | --------------- | --------------- | --------------- |
| Хассан Сааїд | 100 м      | 10.45            | 3 Q              | 10.34     | 7      | Завершив виступ | Завершив виступ | Завершив виступ | Завершив виступ |